# Großer Preis von Großbritannien 2015
Der Große Preis von Großbritannien 2015 (offiziell 2015 Formula 1 British Grand Prix) fand am 5. Juli auf dem Silverstone Circuit in Silverstone statt und war das neunte Rennen der Formel-1-Weltmeisterschaft 2015.

## Bericht

### Hintergründe
Nach dem Großen Preis von Österreich führte Lewis Hamilton in der Fahrerwertung mit zehn Punkten vor Nico Rosberg und mit 49 Punkten vor Sebastian Vettel. In der Konstrukteurswertung führte Mercedes mit 136 Punkten vor Ferrari und mit 199 Punkten vor Williams.
Beim Großen Preis von Großbritannien stellte Pirelli den Fahrern die Reifenmischungen P Zero Hard (orange) und P Zero Medium (weiß) sowie für Nässe Cinturato Intermediates (grün) und Cinturato Full-Wets (blau) zur Verfügung.
Es gab zwei DRS-Zonen. Die erste Zone begann 30 m nach der Aintree Corner, der Messpunkt liegt 25 m vor Village Corner. Die zweite DRS-Zone befand sich weiterhin auf der Hangar Straight, 55 m nach der Chapel. Im Vergleich zum Vorjahr wurde jedoch der Messpunkt an den Eingang der Maggotts verlegt.

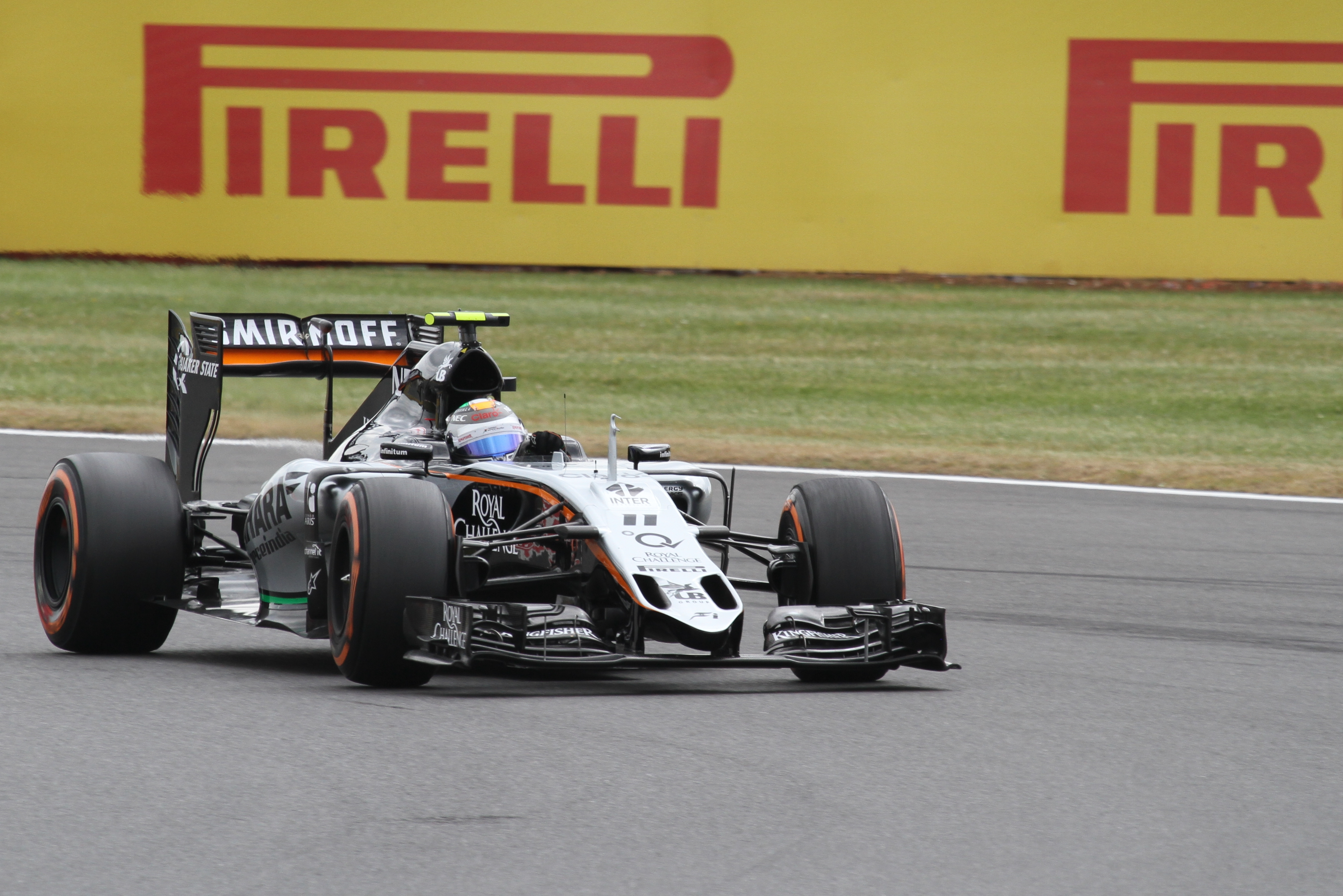
Sergio Pérez fährt den neuen Force India VJM08B

Force India trat bei diesem Rennen erstmals mit der komplett überarbeiteten Version des Force India VJM08 an.
Marcus Ericsson (fünf), Pastor Maldonado, Sergio Pérez (jeweils vier), Vettel (drei), Jenson Button, Romain Grosjean, Nico Hülkenberg, Roberto Merhi und Max Verstappen (jeweils zwei) gingen mit Strafpunkten ins Rennwochenende.
Mit Fernando Alonso, Hamilton (jeweils zweimal), Kimi Räikkönen, Vettel und Rosberg (jeweils einmal) traten fünf ehemalige Sieger zu diesem Grand Prix an.
Als Rennkommissare fungierten Tony Scott Andrews (GBR), Andrew Mallalieu (BAR), Nigel Mansell (GBR) und Lars Österlind (SWE).
Das Rennen markierte die 70. Austragung des Großen Preises von Großbritannien.

### Training

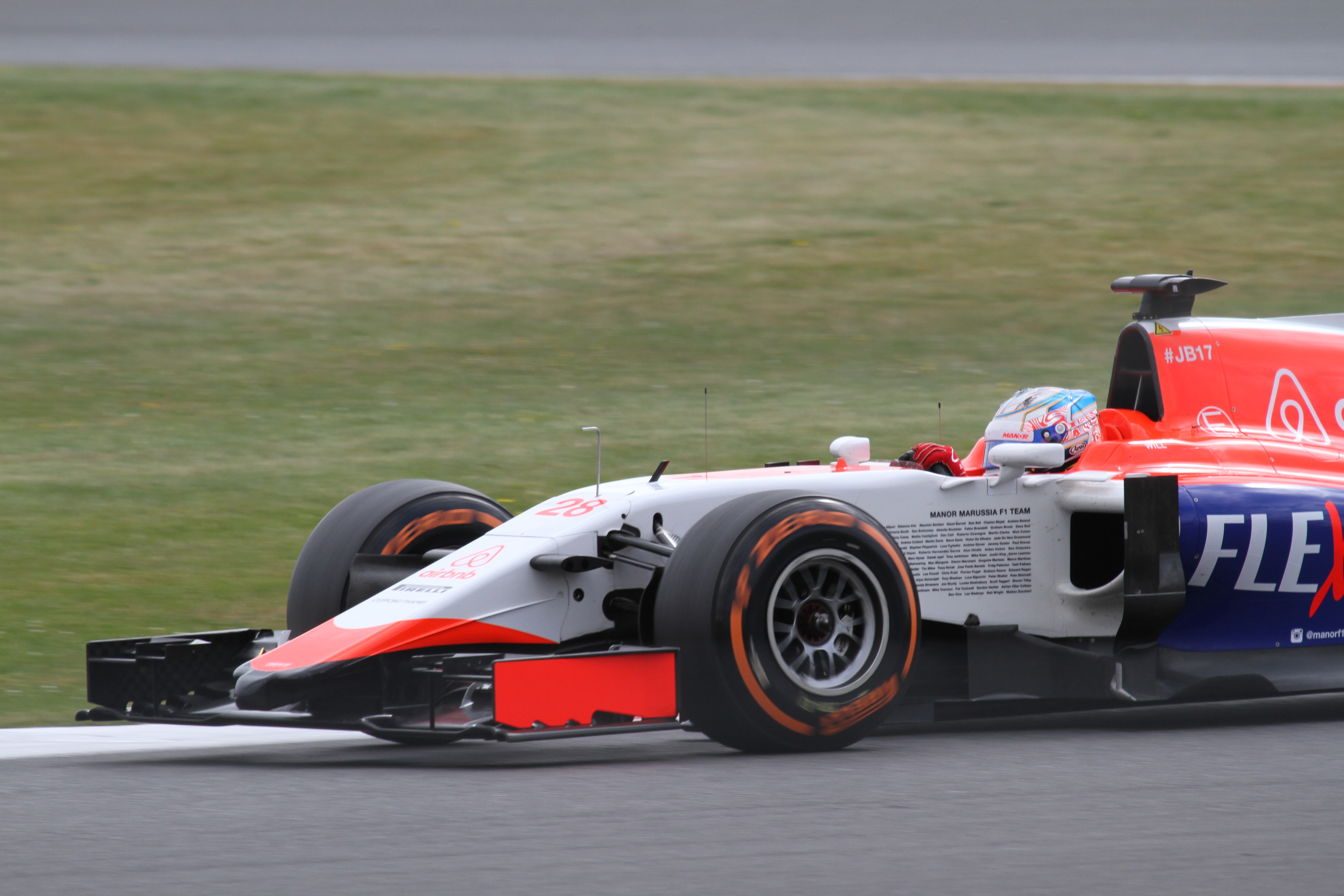
Will Stevens fährt den neu ausgelieferten Marussia MR03B

Im ersten freien Training fuhr Rosberg mit 1:34,274 Minuten die schnellste Runde, vor Hamilton und Verstappen. Rosberg musste nach nur vier Runden sein Auto wegen eines Hydraulikschadens abstellen. Nachdem sein Getriebe gewechselt wurde, konnte er fünf Minuten vor dem Ende des Trainings wieder auf die Strecke gehen. Den Williams von Valtteri Bottas fuhr Susie Wolff. Außerdem fuhr Jolyon Palmer den Lotus von Grosjean und Raffaele Marciello den Sauber von Ericsson.
Im zweiten freien Training fuhr Rosberg in 1:34,155 Minuten erneut die Bestzeit vor Räikkönen und Vettel.
Im dritten freien Training, das am Samstagvormittag stattfand, lag Hamilton mit einer Zeit von 1:32,917 Minuten vor Rosberg und Räikkönen.

### Qualifying
Das Qualifying bestand aus drei Teilen mit einer Nettolaufzeit von 45 Minuten. Im ersten Qualifying-Segment (Q1) hatten die Fahrer 18 Minuten Zeit, um sich für das Rennen zu qualifizieren. Alle Fahrer, die im ersten Abschnitt eine Zeit erzielten, die maximal 107 Prozent der schnellsten Rundenzeit betrug, qualifizierten sich für den Grand Prix. Die besten 15 Fahrer erreichten den nächsten Teil. Räikkönen war Schnellster. Die beiden Marussia- und McLaren-Piloten sowie Felipe Nasr schieden aus.
Der zweite Qualifyingabschnitt (Q2) dauerte 15 Minuten. Rosberg war Schnellster. Ericsson, die Lotus-Piloten, Verstappen und Pérez schieden aus.
Der finale Abschnitt ging über eine Zeit von zwölf Minuten, in denen die ersten zehn Startpositionen vergeben wurden. Hamilton sicherte sich mit einer Zeit von 1:32,248 Minuten die Pole-Position vor Rosberg und Felipe Massa. Hamilton errang damit seine achte Pole-Position in dieser Saison.

### Rennen
Das Rennen ging über 52 Runden. Nasr konnte wegen eines Getriebeschadens an seinem Wagen nicht am Rennen teilnehmen.

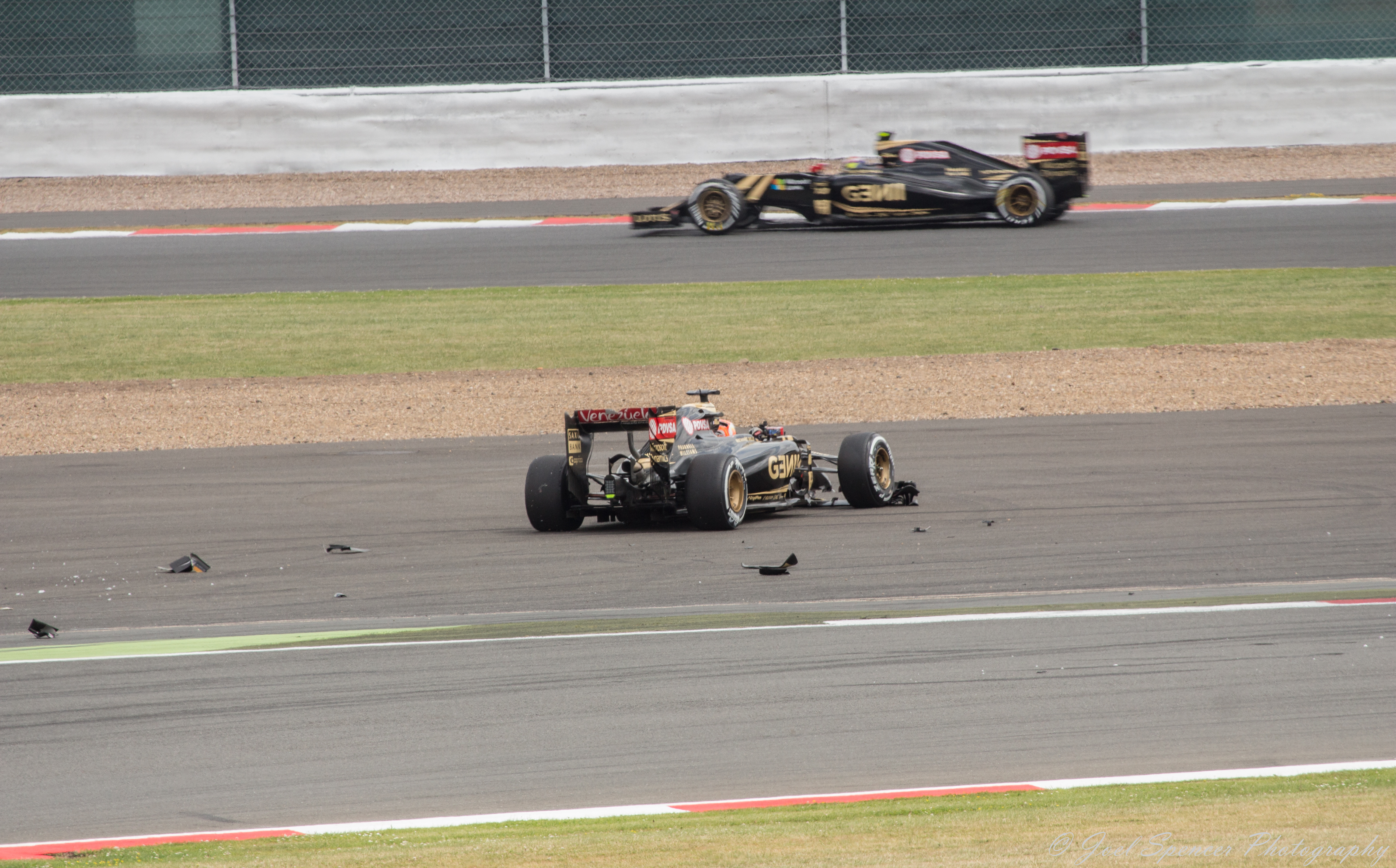
Nach einer Kollision in der ersten Runde schieden beide Lotus-Piloten aus

Massa erwischte den besten Start und konnte sich an die Spitze setzen. Bottas versuchte ebenfalls an beiden Mercedes vorbeizukommen, musste sich dann jedoch Hamilton geschlagen geben. In der zweiten Kurve gab es einen Unfall zwischen den beiden Lotus. Während für Grosjean das Rennen sofort zu Ende war, musste wenig später auch Maldonado aufgeben. Als Folge dieser Kollision kam es zum Zusammenstoß der McLaren. Alonso brauchte eine neue Fahrzeugnase und fuhr danach weiter. Buttons Rennen hingegen war direkt beendet. Wegen Aufräumarbeiten nach den Unfällen gab es eine Safety-Car-Phase, die bis zum Ende der dritten Runde dauerte. Hamilton versuchte nach Wiederfreigabe an Massa vorbeizuziehen, verpasste dabei den Bremspunkt und wurde stattdessen von Bottas überholt. Verstappen rutschte ins Kiesbett und schied aus.
In Runde 14 und 15 steuerten die Ferrari relativ früh die Box an. An der Spitze hielt derweil Massa seinen Williams-Teamkollegen hinter sich, welcher den schnelleren Eindruck von beiden machte. Hamilton fuhr als Erster des Führungsquartetts am Ende der 19. Runde zum Reifenwechsel. Mit diesem Undercut zog er an Massa vorbei, der zusammen mit Rosberg eine Runde später zum Service abbog. Sie lieferten sich nach ihren Stopps ein Duell in der Box, bei dem Massa vorne blieb. Einen Umlauf danach kam auch Bottas rein, welcher sich anschließend auf Platz drei zwischen Massa und Rosberg einreihte.
Nach einer virtuellen Safety-Car-Phase aufgrund des stehengebliebenen Wagens von Carlos Sainz jr. begann in Runde 35 der Regen. Allerdings nur auf einem Teil der Strecke, was dazu führte, dass Massa und Bottas nun deutlich langsamer im nassen Streckenteil waren, als der dahinter fahrende Rosberg. Dieser überholte infolgedessen im nassen Teil zunächst Bottas in der 39. Runde, während er Massa dort zwei Runden später ebenfalls passierte. Raikkönen wechselte als erster, wenngleich zu früh, auf Intermediates.
Später taten es ihm weitere Teams gleich. Am Ende von Runde 43 wechselten Hamilton und Vettel. Eine Runde kamen auch Rosberg und beide Williams. Durch seinen früheren Stopp konnte Vettel den dritten Podiumsplatz übernehmen.

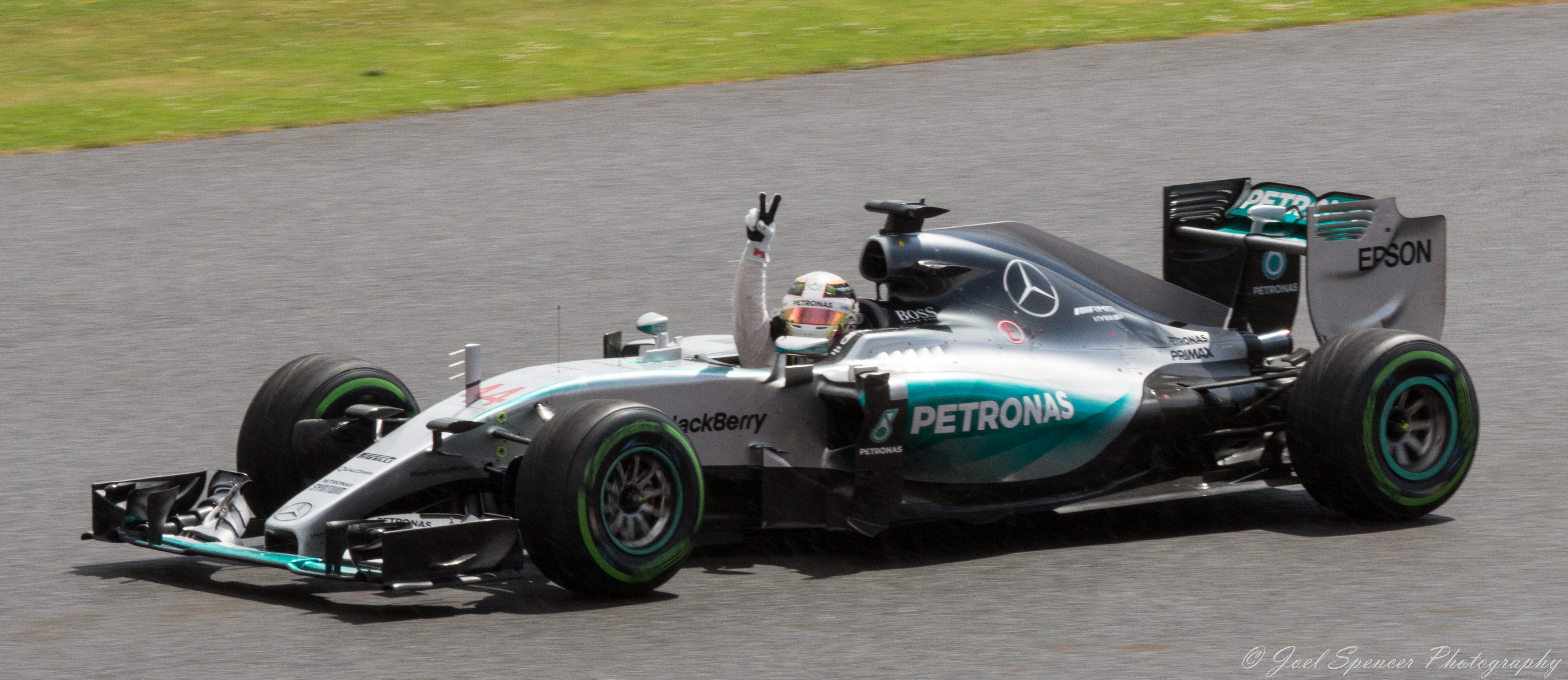
Lewis Hamilton feiert seinen insgesamt dritten Heimsieg

Hamilton gewann das Rennen vor Rosberg und Vettel. Es war der fünfte Sieg von Hamilton und der sechste Doppelsieg von Mercedes in dieser Saison. Hamilton führte bei diesem Rennen zum 18. Mal in Folge einen Grand Prix an und übertraf damit den Rekord von Jackie Stewart. Für Hamilton war es der 38. Sieg in der Formel-1-Weltmeisterschaft. Vettel errang seinen sechsten Podestplatz in dieser Saison. Die Top 10 komplettierten Massa, Bottas, Daniil Kwjat, Hülkenberg, Räikkönen, Pérez und Alonso. Es war der erste Punkt für Alonso im Jahr 2015 und sein erster Punkt als McLaren-Pilot seit dem Großen Preis von Brasilien 2007.
In der Fahrer- und der Konstrukteursweltmeisterschaft blieben die ersten drei Positionen unverändert.

## Meldeliste
| Team                          | Nr. | Fahrer             | Chassis                | Motor                       | Reifen |
| ----------------------------- | --- | ------------------ | ---------------------- | --------------------------- | ------ |
| Mercedes AMG Petronas F1 Team | 44  | Lewis Hamilton     | Mercedes F1 W06 Hybrid | Mercedes-Benz PU106B Hybrid | P      |
| Mercedes AMG Petronas F1 Team | 06  | Nico Rosberg       | Mercedes F1 W06 Hybrid | Mercedes-Benz PU106B Hybrid | P      |
| Infiniti Red Bull Racing      | 03  | Daniel Ricciardo   | Red Bull RB11          | Renault Energy F1 2015      | P      |
| Infiniti Red Bull Racing      | 26  | Daniil Kwjat       | Red Bull RB11          | Renault Energy F1 2015      | P      |
| Williams Martini Racing       | 19  | Felipe Massa       | Williams FW37          | Mercedes-Benz PU106B Hybrid | P      |
| Williams Martini Racing       | 41  | Susie Wolff        | Williams FW37          | Mercedes-Benz PU106B Hybrid | P      |
| Williams Martini Racing       | 77  | Valtteri Bottas    | Williams FW37          | Mercedes-Benz PU106B Hybrid | P      |
| Scuderia Ferrari              | 05  | Sebastian Vettel   | Ferrari SF15-T         | Ferrari 059/4               | P      |
| Scuderia Ferrari              | 07  | Kimi Räikkönen     | Ferrari SF15-T         | Ferrari 059/4               | P      |
| McLaren Honda                 | 14  | Fernando Alonso    | McLaren MP4-30         | Honda RA615H                | P      |
| McLaren Honda                 | 22  | Jenson Button      | McLaren MP4-30         | Honda RA615H                | P      |
| Sahara Force India F1 Team    | 27  | Nico Hülkenberg    | Force India VJM08      | Mercedes-Benz PU106B Hybrid | P      |
| Sahara Force India F1 Team    | 11  | Sergio Pérez       | Force India VJM08      | Mercedes-Benz PU106B Hybrid | P      |
| Scuderia Toro Rosso           | 33  | Max Verstappen     | Toro Rosso STR10       | Renault Energy F1 2015      | P      |
| Scuderia Toro Rosso           | 55  | Carlos Sainz jr.   | Toro Rosso STR10       | Renault Energy F1 2015      | P      |
| Lotus F1 Team                 | 08  | Romain Grosjean    | Lotus E23 Hybrid       | Mercedes-Benz PU106B Hybrid | P      |
| Lotus F1 Team                 | 13  | Pastor Maldonado   | Lotus E23 Hybrid       | Mercedes-Benz PU106B Hybrid | P      |
| Lotus F1 Team                 | 30  | Jolyon Palmer      | Lotus E23 Hybrid       | Mercedes-Benz PU106B Hybrid | P      |
| Manor Marussia F1 Team        | 28  | Will Stevens       | Marussia MR03          | Ferrari 059/3               | P      |
| Manor Marussia F1 Team        | 98  | Roberto Merhi      | Marussia MR03          | Ferrari 059/3               | P      |
| Sauber F1 Team                | 09  | Marcus Ericsson    | Sauber C34             | Ferrari 059/4               | P      |
| Sauber F1 Team                | 12  | Felipe Nasr        | Sauber C34             | Ferrari 059/4               | P      |
| Sauber F1 Team                | 36  | Raffaele Marciello | Sauber C34             | Ferrari 059/4               | P      |

Anmerkungen
1. 1 2  Der Williams mit der Startnummer 41 wurde im ersten freien Training für Wolff eingesetzt. Bottas übernahm das Fahrzeug anschließend für das restliche Rennwochenende mit seiner Startnummer 77.
2. 1 2  Der Lotus mit der Startnummer 30 wurde im ersten freien Training für Palmer eingesetzt. Grosjean übernahm das Fahrzeug anschließend für das restliche Rennwochenende mit seiner Startnummer 8.
3. 1 2  Der Sauber mit der Startnummer 36 wurde im ersten freien Training für Marciello eingesetzt. Ericsson übernahm das Fahrzeug anschließend für das restliche Rennwochenende mit seiner Startnummer 9.

## Klassifikationen

### Qualifying
| Pos.                                                                      | Fahrer           | Konstrukteur         | Q1       | Q2       | Q3       | Start |
| ------------------------------------------------------------------------- | ---------------- | -------------------- | -------- | -------- | -------- | ----- |
| 01                                                                        | Lewis Hamilton   | Mercedes             | 1:33,796 | 1:33,068 | 1:32,248 | 01    |
| 02                                                                        | Nico Rosberg     | Mercedes             | 1:33,475 | 1:32,737 | 1:32,361 | 02    |
| 03                                                                        | Felipe Massa     | Williams-Mercedes    | 1:34,542 | 1:33,707 | 1:33,085 | 03    |
| 04                                                                        | Valtteri Bottas  | Williams-Mercedes    | 1:34,171 | 1:33,020 | 1:33,149 | 04    |
| 05                                                                        | Kimi Räikkönen   | Ferrari              | 1:33,426 | 1:33,911 | 1:33,379 | 05    |
| 06                                                                        | Sebastian Vettel | Ferrari              | 1:33,562 | 1:33,641 | 1:33,547 | 06    |
| 07                                                                        | Daniil Kwjat     | Red Bull-Renault     | 1:34,422 | 1:33,520 | 1:33,636 | 07    |
| 08                                                                        | Carlos Sainz jr. | Toro Rosso-Renault   | 1:34,641 | 1:34,071 | 1:33,649 | 08    |
| 09                                                                        | Nico Hülkenberg  | Force India-Mercedes | 1:34,594 | 1:33,693 | 1:33,673 | 09    |
| 10                                                                        | Daniel Ricciardo | Red Bull-Renault     | 1:34,272 | 1:33,749 | 1:33,943 | 10    |
| 11                                                                        | Sergio Pérez     | Force India-Mercedes | 1:34,250 | 1:34,268 | –        | 11    |
| 12                                                                        | Romain Grosjean  | Lotus-Mercedes       | 1:34,646 | 1:34,430 | –        | 12    |
| 13                                                                        | Max Verstappen   | Toro Rosso-Renault   | 1:34,819 | 1:34,502 | –        | 13    |
| 14                                                                        | Pastor Maldonado | Lotus-Mercedes       | 1:34,877 | 1:34,511 | –        | 14    |
| 15                                                                        | Marcus Ericsson  | Sauber-Ferrari       | 1:34,643 | 1:34,868 | –        | 15    |
| 16                                                                        | Felipe Nasr      | Sauber-Ferrari       | 1:34,888 | –        | –        | 16    |
| 17                                                                        | Fernando Alonso  | McLaren-Honda        | 1:34,959 | –        | –        | 17    |
| 18                                                                        | Jenson Button    | McLaren-Honda        | 1:35,207 | –        | –        | 18    |
| 19                                                                        | Will Stevens     | Marussia-Ferrari     | 1:37,364 | –        | –        | 19    |
| 20                                                                        | Roberto Merhi    | Marussia-Ferrari     | 1:39,377 | –        | –        | 20    |
| 107-Prozent-Zeit: 1:39,965 min (bezogen auf Q1-Bestzeit von 1:33,426 min) |                  |                      |          |          |          |       |

### Rennen
| Pos. | Fahrer           | Konstrukteur         | Runden | Stopps | Zeit        | Start | Schnellste Runde |
| ---- | ---------------- | -------------------- | ------ | ------ | ----------- | ----- | ---------------- |
| 01   | Lewis Hamilton   | Mercedes             | 52     | 2      | 1:31:27,729 | 01    | 1:37,093 (29.)   |
| 02   | Nico Rosberg     | Mercedes             | 52     | 2      | + 10,956    | 02    | 1:37,403 (24.)   |
| 03   | Sebastian Vettel | Ferrari              | 52     | 2      | + 25,443    | 06    | 1:37,707 (31.)   |
| 04   | Felipe Massa     | Williams-Mercedes    | 52     | 2      | + 36,839    | 03    | 1:37,466 (26.)   |
| 05   | Valtteri Bottas  | Williams-Mercedes    | 52     | 2      | + 1:03,194  | 04    | 1:37,513 (32.)   |
| 06   | Daniil Kwjat     | Red Bull-Renault     | 52     | 2      | + 1:03,955  | 07    | 1:37,910 (28.)   |
| 07   | Nico Hülkenberg  | Force India-Mercedes | 52     | 2      | + 1:18,744  | 09    | 1:38,296 (32.)   |
| 08   | Kimi Räikkönen   | Ferrari              | 51     | 3      | + 1 Runde   | 05    | 1:37,493 (31.)   |
| 09   | Sergio Pérez     | Force India-Mercedes | 51     | 2      | + 1 Runde   | 11    | 1:38,466 (25.)   |
| 10   | Fernando Alonso  | McLaren-Honda        | 51     | 3      | + 1 Runde   | 17    | 1:38,883 (30.)   |
| 11   | Marcus Ericsson  | Sauber-Ferrari       | 51     | 4      | + 1 Runde   | 15    | 1:38,131 (31.)   |
| 12   | Roberto Merhi    | Marussia-Ferrari     | 49     | 2      | + 3 Runden  | 20    | 1:42,324 (26.)   |
| 13   | Will Stevens     | Marussia-Ferrari     | 49     | 2      | + 3 Runden  | 19    | 1:41,919 (28.)   |
| –    | Carlos Sainz jr. | Toro Rosso-Renault   | 31     | 1      | DNF         | 08    | 1:38,697 (26.)   |
| –    | Daniel Ricciardo | Red Bull-Renault     | 21     | 2      | DNF         | 10    | 1:39,940 (14.)   |
| –    | Max Verstappen   | Toro Rosso-Renault   | 3      | 0      | DNF         | 13    | 2:20,776 (03.)   |
| –    | Romain Grosjean  | Lotus-Mercedes       | 0      | 2      | DNF         | 12    | –                |
| –    | Pastor Maldonado | Lotus-Mercedes       | 0      | 0      | DNF         | 14    | –                |
| –    | Jenson Button    | McLaren-Honda        | 0      | 0      | DNF         | 18    | –                |
| DNS  | Felipe Nasr      | Sauber-Ferrari       | –      | –      | –           | 16    | –                |

Anmerkungen
1. ↑  Nasr konnte aufgrund eines Getriebeschadens nicht am Rennen teilnehmen.

## WM-Stände nach dem Rennen
Die ersten zehn des Rennens bekamen 25, 18, 15, 12, 10, 8, 6, 4, 2 bzw. 1 Punkt(e).

### Fahrerwertung
| Pos. | Fahrer           | Konstrukteur         | Punkte |
| ---- | ---------------- | -------------------- | ------ |
| 01   | Lewis Hamilton   | Mercedes             | 194    |
| 02   | Nico Rosberg     | Mercedes             | 177    |
| 03   | Sebastian Vettel | Ferrari              | 135    |
| 04   | Valtteri Bottas  | Williams-Mercedes    | 77     |
| 05   | Kimi Räikkönen   | Ferrari              | 76     |
| 06   | Felipe Massa     | Williams-Mercedes    | 74     |
| 07   | Daniel Ricciardo | Red Bull-Renault     | 36     |
| 08   | Daniil Kwjat     | Red Bull-Renault     | 27     |
| 09   | Nico Hülkenberg  | Force India-Mercedes | 24     |
| 10   | Romain Grosjean  | Lotus-Mercedes       | 17     |
| 11   | Felipe Nasr      | Sauber-Ferrari       | 16     |

| Pos. | Fahrer           | Konstrukteur         | Punkte |
| ---- | ---------------- | -------------------- | ------ |
| 12   | Sergio Pérez     | Force India-Mercedes | 15     |
| 13   | Pastor Maldonado | Lotus-Mercedes       | 12     |
| 14   | Max Verstappen   | Toro Rosso-Renault   | 10     |
| 15   | Carlos Sainz jr. | Toro Rosso-Renault   | 9      |
| 16   | Marcus Ericsson  | Sauber-Ferrari       | 5      |
| 17   | Jenson Button    | McLaren-Honda        | 4      |
| 18   | Fernando Alonso  | McLaren-Honda        | 1      |
| 19   | Roberto Merhi    | Marussia-Ferrari     | 0      |
| 20   | Will Stevens     | Marussia-Ferrari     | 0      |
| –    | Kevin Magnussen  | McLaren-Honda        | 0      |

### Konstrukteurswertung
| Pos. | Konstrukteur         | Punkte |
| ---- | -------------------- | ------ |
| 1    | Mercedes             | 371    |
| 2    | Ferrari              | 211    |
| 3    | Williams-Mercedes    | 151    |
| 4    | Red Bull-Renault     | 63     |
| 5    | Force India-Mercedes | 39     |

| Pos. | Konstrukteur       | Punkte |
| ---- | ------------------ | ------ |
| 06   | Lotus-Mercedes     | 29     |
| 07   | Sauber-Ferrari     | 21     |
| 08   | Toro Rosso-Renault | 19     |
| 09   | McLaren-Honda      | 5      |
| 10   | Marussia-Ferrari   | 0      |